# Habitabilidade de satélites naturais

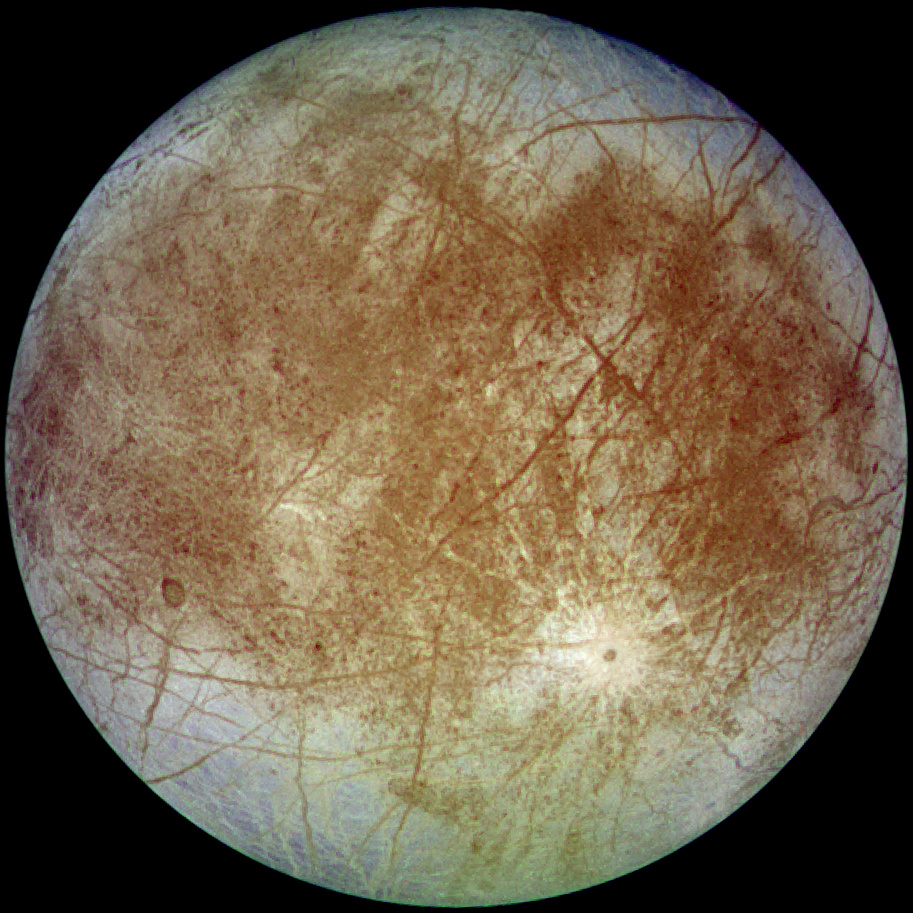
Europa, uma das luas de Júpiter, supostamente com potencial de habitabilidade.

A habitabilidade de satélites naturais é a mediada do potencial de satélites naturais de ter ambientes favoráveis à vida. Ambientes habitáveis, não necessariamente suportam vida. A habitabilidade planetária é uma ciência nova, considerada importante para a astrobiologia por diversas razões, a maior delas é que satélites naturais existem em grande número em relação aos planetas, e a hipótese corrente é que os fatores de habitabilidade neles seja similar a dos planetas. Existem no entanto, diferenças ambientais fundamentais que têm afastado os satélites naturais como locais propícios à vida extraterrestre.[carece de fontes?]